# 2431 Skovoroda
A 2431 Skovoroda (ideiglenes jelöléssel 1978 PF3) a Naprendszer kisbolygóövében található aszteroida. Nyikolaj Sztyepanovics Csernih fedezte fel 1978. augusztus 8-án.